# Jupiter Icy Moons Explorer
 "JUICE" omdirigeres hertil. For anden betydning, se Juice (flertydig).
Jupiter Icy Moons Explorer (JUICE) er et interplanetarisk rumfartøj, der den 14. april 2023 blev opsendt Guiana Space Center i Fransk Guyana af European Space Agency (ESA) med Airbus Defence and Space som hovedentreprenør. Missionens hovedformål er at studere Ganymedes, en af Jupiters galileiske måner. Derudover studeres to andre måner: Callisto og Europa med en række forbiflyvninger. De tre måner menes at have betydelige mængder flydende vand under deres iskolde overflader, hvilket potentielt giver mulighed for eksistensen af udenjordisk liv. Derudover studeres Jupiter og øvrige af dens måner og muligvis asteroiden 223 Rosa.
Rumfartøjet blev opsendt den 14. april 2023 og vil nå Jupiter i juli 2031 efter fire "tyngdekraft-slynger" og otte års rejse. I december 2034 vil rumfartøjet gå i kredsløb omkring Ganymedes. Missionen vil ske i overlap med NASA's Europa Clipper-mission, der opsendes i 2024.

## Rejsen
I animationen nedenfor ses tre detaljeniveauer af Juices' rejse.